# Resolutie 1468 Veiligheidsraad Verenigde Naties
Resolutie 1468 van de Veiligheidsraad van de Verenigde Naties werd unaniem door de VN-Veiligheidsraad aangenomen op 20 maart 2003.

## Achtergrond
In 1994 braken in de Democratische Republiek Congo etnische onlusten uit die onder meer werden veroorzaakt door de vluchtelingenstroom uit de buurlanden Rwanda en Burundi. In 1997 beëindigden rebellen de lange dictatuur van Mobutu en werd Kabila de nieuwe president. In 1998 escaleerde de burgeroorlog toen andere rebellen Kabila probeerden te verjagen. Zij zagen zich gesteund door Rwanda en Oeganda. Toen hij in 2001 omkwam bij een mislukte staatsgreep werd hij opgevolgd door zijn zoon. Onder buitenlandse druk werd afgesproken verkiezingen te houden die plaatsvonden in 2006 en gewonnen werden door Kabila. Intussen zijn nog steeds rebellen actief in het oosten van Congo en blijft de situatie er gespannen.

## Inhoud

### Handelingen
Op 6 maart kwamen de Congolese partijen in Pretoria tot een overeenkomst over een overgangsregering. De Veiligheidsraad veroordeelde de moordpartijen en systematische mensenrechtenschendingen in Congo, evenals het gebruik van seksueel geweld tegen vrouwen en meisjes als oorlogswapen door de rebellengroepen. De partijen werden gevraagd rekening te houden met de achtergrond op gebied van mensenrechten als ze mensen aanstellen in de overgangsregering. Ze werden ook gevraagd zo snel mogelijk een waarheids- en verzoeningscommissie op te richten om mensenrechtenschenders te berechten.
Er was voorts bezorgdheid over zware gevechten in Bunia. De Raad eiste dat de vijandelijkheden meteen stopten en alle partijen een staakt-het-vuren tekenden. De secretaris-generaal werd gevraagd de MONUC-vredesmacht te versterken in de regio Ituri. De Raad eiste verder dat alle overheden in het Grote Merengebied hun steun aan de strijdende partijen van het Ituri-conflict stopzetten. Oeganda werd opgeroepen de terugtrekking van zijn troepen uit Congo onverwijld af te ronden, zoals Rwanda intussen gedaan had. Ook werd geëist dat alle partijen stopten met het rekruteren van kindsoldaten.

## Verwante resoluties
- Resolutie 1445 Veiligheidsraad Verenigde Naties (2002)
- Resolutie 1457 Veiligheidsraad Verenigde Naties
- Resolutie 1484 Veiligheidsraad Verenigde Naties
- Resolutie 1489 Veiligheidsraad Verenigde Naties

Lijst ·  1455 ·  1456 ·  1457 ·  1458 ·  1459 ·  1460 ·  1461 ·  1462 ·  1463 ·  1464 ·  1465 ·  1466 ·  1467 ·  1468 ·  1469 ·  1470 ·  1471 ·  1472 ·  1473 ·  1474 ·  1475 ·  1476 ·  1477 ·  1478 ·  1479 ·  1480 ·  1481 ·  1482 ·  1483 ·  1484 ·  1485 ·  1486 ·  1487 ·  1488 ·  1489 ·  1490 ·  1491 ·  1492 ·  1493 ·  1494 ·  1495 ·  1496 ·  1497 ·  1498 ·  1499 ·  1500 ·  1501 ·  1502 ·  1503 ·  1504 ·  1505 ·  1506 ·  1507 ·  1508 ·  1509 ·  1510 ·  1511 ·  1512 ·  1513 ·  1514 ·  1515 ·  1516 ·  1517 ·  1518 ·  1519 ·  1520 ·  1521